# Хајнкел He 51
Хајнкел He 51 је био први ловачки авион уведен у наоружање новостворене Луфтвафе. Први лет авиона је изведен 1933. а уведен је у наоружање 1935. године. Авион је био двокрилац са једним мотором BMW од 750 KS, са максималном брзином од 330 км/час, наоружан са два митраљеза калибра 7,92 mm.

## Наоружање
| Наоружање авиона: Хајнкел      |           |
| Ватрено (стрељачко) наоружање  |           |
| Топ                            |           |
| Митраљез                       |           |
| Број и ознака митраљеза        | 2 х МГ.17 |
| Број метака                    | 500 сваки |
| Калибар                        | 7,92      |
| Бомбардерско наоружање (бомбе) |           |
| Ракетно наоружање (ракете)     |           |

## Земље које су користиле авион
- Бугарска
- Нацистичка Немачка
- Шпанија